# Noche Hache
Noche Hache va ser un late show produït per Globomedia i emès per la cadena de televisió espanyola Cuatro entre el 7 de novembre de 2005 i el 5 de juny de 2008. El programa, El programa, emès de dilluns a dijous en la franja de la mitjanit, resumia l'actualitat diària en clau de humor. Estava presentat per l'actriu, humorista -especialista en monòlegs- Eva Hache, qui donava nom al programa, comptant també amb la col·laboració d'altres còmics amb seccions particulars: Quequé, Fernando Gil, Ricardo Castella, Javier Coronas, Agurne Anasagasti, Julián López i Marta Nebot. Darrere d'aquests, un equip de quinze guionistes i tot això dirigit per Edu Arroyo al llarg de les tres temporades.
Pels seus resultats d'audiència, superiors a la mitjana de la cadena, i els reconeixements rebuts, entre ells el Premis Ondas 2007, és considerat un dels programes emblemàtics dels tres primers anys d'emissió de Cuatro.

## Història
Va començar la seva emissió el 7 de novembre de 2005 englobat en la gala de presentació Hoy no estrenamos programa, estrenamos cadena ja que la seva primera emissió va coincidir amb el naixement de la cadena Cuatro. n aquesta primera temporada (2005-2006) el programa estava presentat per Eva Hache, acompanyada de sis col·laboradors: Ricardo Castella, Quequé, Richard Collins-Moore, Marta Nebot i Fernando Gil.
En la segona temporada, estrenada el 12 de setembre de 2006, l'equip va patir alguns canvis: es va incorporar Julián López per a repassar l'actualitat esportiva i Javier Coronas va reemplaçar Richard Collins-Moore com a reporter de guerra. Així mateix, Las noticias del guiñol, espai que fins llavors emetia de manera independent, s'incorpora com una secció més del programa.
En la tercera i última temporada, estrenada el 10 de setembre de 2007, es va incorporar a la plantilla Agurne Anasagasti com a reportera. El programa es va acomiadar el 5 de juny de 2008, poc després que Eva Hache anunciés la seva intenció de prendre's un any sabàtic.

## Seccions[calcitació]

### Monòleg
El programa s'iniciava cada nit amb un monòleg satíric a càrrec d'Eva Hache, sobre algun tema de l'actualitat diària. Part d'aquests monòlegs van ser posteriorment recopilats i editats en un llibre. Hac també feia un petit parlament còmic abans d'acomiadar cada programa.

### Anàlisi política
Ricardo Castella analitza el panorama actual de la política espanyola i internacional, sense absentar-se del seu toc d'humor i sàtira. Recentment, i cansat del panorama actual polític ha creat l'associació (fictícia) en contra de la crispació política Ya os vale.
Tots els dijous, Ricardo transforma la seva secció en la de "Buenas Malas Noticias". Canvia el seu habitual vestit per una camisa "hawaiana", i per molt dolentes que siguin les notícies que ens compta, tracta de buscar-los el costat positiu. La frase que sempre ens recorda al final és la de A partir de ahora, cuando vean una mala noticia, acuérdense de mí y piensen... ¡Pues tampoco es pa' tanto!

### La guerra dels mitjans
Secció presentada per Quequé. Normalment s'emet els dilluns. Engloba de manera informativa (sense deixar la sàtira i l'humor) el duel entre diferents mitjans de comunicació, tant de la ràdio, com de la televisió i internet. Habitualment s'ironitza sobre la batalla existent entre el locutor de ràdio de l'emissora COPE, Federico Jiménez Losantos, contra el grupo PRISA i el Govern, incloent fragments del programa d'aquest periodista. Últimament, apareixen sovint Fernando Sánchez Dragó, els seus col·laboradors i els periodistes d'El Mundo.
Una variant d'aquesta peculiar guerra és la que normalment s'emet els dimecres i que també presenta Quequé: La Guerra de les Mitges, en la qual parodia temes de relacionats amb la premsa rosa i programes del cor que han esdevingut durant tota la setmana.

### F.F.: L'informe Fernando
Fernando Gil s'encarregava de sortir al carrer i de saber què es coïa en ella, entrevistant des de vianants fins a conferenciants, famosos, polítics, etc. Tot això, realitzat amb el seu ego periodístic, fent picades d'ullet a l'hora de vestir i de parlar als ja històrics moments opinatius de Jesús Hermida a Antena 3 o els reportatges realitzats per Pedro J. Ramírez.

### Reporter de guerra
Javier Coronas s'encarrega de cobrir les notícies allà on es produeixen, en substitució de Richard Collins-Moore, que se suposa que va ser segrestat per terroristes islamistes. Apareix davant d'un decorat del lloc, amb un micròfon a la mà i imitant als corresponsals.

### Especials Quequé
Reportatges temàtics realitzats per l'humorista Quequé: Dictaduras que caen bien, Tradiciones estúpidas, Moments de l'Estatut, V de vicioso, etc.

### Versió original subtitulada
És una de les seccions més populars del programa. En aquesta secció es veuen escenes reals d'entrevistes, declaracions... a persones de diferents països i en diversos idiomes, a les quals s'afegeixen subtítols en espanyol. Aquests subtítols són una traducció fictícia de les paraules del personatge i es refereixen en to humorístic a successos d'actualitat.
Encara que són habituals alguns personatges com el Papa o certs polítics, l'única que apareix cada dia sens falta en aquesta secció és un personatge popularment conegut com La China. Es tracta d'una dona de trets asiàtics, a la qual es veu enfadada responent a una pregunta desconeguda. La China sempre acabava les seves declaracions amb un taxatiu: «...de tota la vida. Així m'ho vaig aprendre jo». Aquest personatge apareixia durant la primera temporada del programa.
En la segona temporada el dictador Francisco Franco va substituir La China tancant la secció. El programa subtitulava a l'espanyol amb el tema del dia o de la setmana una vella intervenció del dictador en la qual tractava d'expressar-se en anglès. Sempre acabava dien «¡Viva España!».
Posteriorment el personatge fix és el presentador Alex de Jong del programa de televisió World Business de la cadena CNBC que sol fer gala d'escassa professionalitat i finalitza la seva intervenció assegut a la taula amb la frase «Así son las cosas y así las hemos manipulado».

### Consell de ministres
Secció en la qual alguns ministres o ex ministres, com Manuel Pimentel o Carmen Alborch, ofereixen un breu consell sobre alguna tasca domèstica o quotidiana, com què fer perquè no es trenqui la torrada en untar-la o com s'han de netejar els llibres vells.

### Premispico de oro
Eva Hache atorga cada dijous un premi al personatge públic que ha dit la frase de la setmana, referint-se a una frase polèmica i tal vegada innecessària. Pepe Rubianes, Eduardo Zaplana o Alfredo Pérez Rubalcaba han estat mereixedors del premi.

### Entrevistes
El programa basa en bona part el seu temps en l'actualitat i generalment s'entrevista a gent relacionada amb ella. En els inicis del programa es realitzava una sola entrevista, però des d'abans de nadal del 2005 es va començar a realitzar dos en cada programa.
Les entrevistes acostumen a finalitzar amb un sistema encadenat, en el qual el personatge ha de respondre a una pregunta (gravada en vídeo) formulada per l'entrevistat del dia anterior, sense que aquest sabés a qui feia la pregunta.
La creadora d'aquesta idea original de "sistema encadenat" és la periodista segoviana Beatriz Cebrecos, qui la va inventar i va posar en marxa al setembre de 2003 per a finalitzar les entrevistes del seu programa, “Más Madera”, de Canal 4 Segovia, sota el títol de “Pregunta al Aire”.
A la "Pregunta al Aire", els entrevistats deixaven formulada una pregunta per a l'entrevistat de l'endemà sense saber qui anava a ser aquest entrevistat, i així successivament, com en una espècie de cadena. Es tractava de fer una sort de joc, d'involucrar a uns entrevistats amb uns altres i de finalitzar les entrevistes d'una manera original. A Cebrecos se li va ocórrer la idea davant la necessitat plantejada per la cadena d'aconseguir un gran efecte amb pocs recursos econòmics. En una entrevista realitzada a Beatriz Cebrecos per dues redactores del periòdic de la universitat privada SEK de Segòvia (actualment IE University), publicada a l'octubre de 2003, la pròpia Cebrecos parlava sobre el sistema que ella havia ideat.
Aquesta idea original de Cebrecos es va emetre en la televisió local Canal 4 de Segòvia des de setembre de 2003. Al novembre de 2005, va començar el programa d'Eva Hache, que també és segoviana, amb la inclusió de la idea original de la “Pregunta al Aire” de Cebrecos.
A l'octubre de 2010 Cristina Tárrega, presentadora del programa "Territorio Comanvhe" de Telemadrid, també utilitza la idea original de la periodista Beatriz Cebrecos per a finalitzar les seves entrevistes.

### Els guinyols
A partir de la segona temporada es va incorporar aquest micro espai, un informatiu satíric protagonitzat per 150 guinyols de làtex i presentat pel guinyol d'Iker Jiménez.

## Partido Hache
El 6 de setembre de 2007 en la presentació de la tercera temporada, va ser anunciat que Noche Hache es constituiria en partit polític, sota la denominació de Partido Hache, per presentar-se a les Eleccions generals de 2008 per la circumscripció de Madrid, amb l'objectiu d' acostar les regles de la democràcia a l'audiència sense fer mal a la vida política espanyola, i convidant a la gent a formar part activa en la seva elaboració. El seu eslògan era: Hi ha molts partits sense programa, però només hi ha un programa amb partit.
La candidatura, encapçalada per Eva Hache com a aspirant a President del Govern d'Espanya, es va anar completant fins a reunir els 35 membres exigits per la normativa electoral, entre ells, els diferents col·laboradors del programa. No obstant això, tres dies abans de la cita amb les urnes, el programa va anunciar que la seva retirada de la carrera electoral. En una nota, la cadena argumentava que els sondejos els donaven poques possibilitats d'aconseguir representació en el Congrés i, com a molt, només podrien col·locar al seu cap de llista, la qual cosa suposaria haver de prescindir d'Eva Hache com a presentadora.

## Premis i nominacions
- Premis Ondas 2007 al millor programa d'entreteniment

- Premis ATV 2006
  - Nominació a Millor director (Edu Arroyo/Cristina López)
  - Nominació a Presentació de programes d'entreteniment (Eva Hache)

## Llibres
- Hache, Eva (2006). Así me lo aprendí yo. Los monólogos de Eva Hache. Ediciones Aguilar. ISBN 84-03-09714-X